# Hesperilla sexguttata
Hesperilla sexguttata é uma espécie de borboleta da família Hesperiidae.